# 托尔布尔
托尔布尔（Dhaulpur），是印度拉贾斯坦邦托尔布尔县的一个城镇。总人口92137（2001年）。

## 人口
该地2001年总人口92137人，其中男性49391人，女性42746人；0—6岁人口16205人，其中男8805人，女7400人；识字率58.45%，其中男性为65.86%，女性为49.90%。